# AmeriKKKa's Nightmare
AmeriKKKa's Nightmare é o terceiro álbum de estúdio do rapper americano Spice 1, lançado em 22 de Novembro de 1994 pela Jive Records. O álbum foi produzido por Ant Banks, Battlecat, Blackjack, DJ Slip e Spice 1. O álbum chegou ao número 22 na Billboard 200. Um single, Strap on the Side, chegou ao número 74 na Billboard Hot R&B/Hip-Hop Songs. O álbum é considerado por muitos seu mais influencial, e tem participações de artistas famosos como E-40, 2Pac, Method Man e 187 Fac.
Junto com os singles, vídeo-clipes foram feitos para Strap on the Side (que tem uma aparição de Tupac Shakur) e Face of a Desperate Man (com uma aparição de G-Nut).
A versão original de Nigga Sings the Blues foi ouvida no filme, Jason's Lyric, e foi lançada na trilha sonora.
| Críticas profissionais                                                      | Críticas profissionais |
| Avaliações da crítica                                                       | Avaliações da crítica  |
| Fonte                                                                       | Avaliação              |
| --------------------------------------------------------------------------- | ---------------------- |
| Allmusic                                                                    | [ 3 ]                  |
| Esta tabela precisa de ser acompanhada por texto em prosa. Consulte o guia. |                        |

## Faixas
| #  | Título                                        | Participação | Produtor  | Duração |
| -- | --------------------------------------------- | ------------ | --------- | ------- |
| 1  | "D-Boyz Got Love for Me"                      | E-40         | Blackjack | 5:04    |
| 2  | "Face of a Desperate Man"                     |              | Ant Banks | 4:53    |
| 3  | "Strap on the Side"                           |              | Blackjack | 4:47    |
| 4  | "Jealous Got Me Strapped"                     | 2Pac         | Blackjack | 4:36    |
| 5  | "Tell Me What That Mail Like"                 |              | Blackjack | 4:04    |
| 6  | "Doncha Runaway"                              |              | Ant Banks | 4:56    |
| 7  | "Hard to Kill"                                | Method Man   | Blackjack | 4:07    |
| 8  | "Nigga Sings the Blues (Blackjack's Version)" |              | Blackjack | 3:19    |
| 9  | "You Can Get the Gat for That"                |              | Spice 1   | 4:18    |
| 10 | "Bustas Can't See Me"                         |              | Battlecat | 4:25    |
| 11 | "Murder Ain't Crazy"                          |              | Blackjack | 4:36    |
| 12 | "Stickin' to the 'G' Code"                    |              | DJ Slip   | 3:47    |
| 13 | "Give the 'G' a Gat"                          | 187 Fac      | Ant Banks | 5:30    |
| 14 | "Three Strikes"                               |              | Blackjack | 4:30    |
| 15 | "You Done Fucked Up"                          |              | Ant Banks | 3:10    |

## Histórico nas paradas
Álbum
| Parada (1994)                         | Posição topo |
| ------------------------------------- | ------------ |
| U.S. Billboard 200                    | 22           |
| U.S. Billboard Top R&B/Hip-Hop Albums | 2            |

Singles
| Canção              | Parada (1994)                        | Posição topo |
| ------------------- | ------------------------------------ | ------------ |
| "Strap on the Side" | U.S. Billboard Hot R&B/Hip-Hop Songs | 74           |